# Bollmannia pawneea
Bollmannia pawneea är en fiskart som beskrevs av Ginsburg, 1939. Bollmannia pawneea ingår i släktet Bollmannia och familjen smörbultsfiskar. IUCN kategoriserar arten globalt som otillräckligt studerad. Inga underarter finns listade.